# Spiralophantes mirabilis
Spiralophantes mirabilis là một loài nhện trong họ Linyphiidae.
Loài này thuộc chi Spiralophantes. Spiralophantes mirabilis được Andrei V. Tanasevitch & Michael Ilmari Saaristo miêu tả năm 2006.